# Persone di cognome Wilson
| Questa pagina contiene informazioni ricavate automaticamente dalle voci biografiche con l'ausilio del template Bio e di un bot. L'aggiornamento è periodico e automatico e ricostruisce completamente la pagina. Se manca una persona in questa lista, sei pregato di non aggiungerla, ma accertati piuttosto che la sua voce biografica contenga il template Bio e che i dati anagrafici siano correttamente compilati. Se il template Bio manca, inseriscilo tu stesso o, in alternativa, metti l'avviso {{tmp\|Bio}} che ne segnala la mancanza. Se i dati riportati sono sbagliati, correggi direttamente la voce biografica; le modifiche saranno visibili in questa lista entro pochi giorni. Per chiarimenti vedi il progetto antroponimi. La lista contiene solo le 406 persone che sono citate nell'enciclopedia e per le quali è stato implementato correttamente il template Bio. Pagina aggiornata al 7 ago 2025. |

Questa è una lista di persone presenti nell'enciclopedia che hanno il cognome Wilson, suddivise per attività principale.

## Allenatori di calcio(10)
- Danny Wilson, allenatore di calcio e ex calciatore nordirlandese (Wigan, n. 1960)
- Andrew Wilson, allenatore di calcio e calciatore scozzese (Irvine, n. 1879 - † 1945)
- Brad Wilson, allenatore di calcio e ex calciatore statunitense (Long Beach, n. 1972)
- David Wilson, allenatore di calcio e ex calciatore inglese (Todmorden, n. 1969)
- Kevin Wilson, allenatore di calcio e ex calciatore nordirlandese (Banbury, n. 1961)
- Mark Wilson, allenatore di calcio e ex calciatore scozzese (Glasgow, n. 1984)
- Mário Wilson, allenatore di calcio e calciatore portoghese (Maputo, n. 1929 - † 2016)
- Peter Frederick Wilson, allenatore di calcio e ex calciatore inglese (Felling, n. 1947)
- Peter Wilson, allenatore di calcio e calciatore scozzese (Beith, n. 1905 - † 1983)
- Richard Wilson, allenatore di calcio e ex calciatore neozelandese (Nelson, n. 1956)

## Allenatori di hockey su ghiaccio(1)
- Robert Wilson, allenatore di hockey su ghiaccio e ex hockeista su ghiaccio canadese (Toronto, n. 1968)

## Altisti(1)
- Jamal Wilson, altista bahamense (Nassau, n. 1988)

## Ammiragli(1)
- Henry Braid Wilson, ammiraglio statunitense (Camden, n. 1861 - New York, † 1954)

## Arcivescovi cattolici(2)
- John Wilson, arcivescovo cattolico inglese (Sheffield, n. 1968)
- Philip Edward Wilson, arcivescovo cattolico australiano (Cessnock, n. 1950 - Adelaide, † 2021)

## Armonicisti(1)
- Kim Wilson, armonicista e cantante statunitense (Detroit, n. 1951)

## Artisti(2)
- Ellis Wilson, artista statunitense (Mayfield, n. 1899 - † 1977)
- Federigo Wilson, artista inglese (Kingston upon Hull, n. 1828 - † 1908)

## Astronaute(1)
- Stephanie Wilson, astronauta statunitense (Boston, n. 1966)

## Astronome(1)
- Fiammetta Wilson, astronoma e musicista inglese (n. 1864 - † 1921)

## Astronomi(3)
- Albert George Wilson, astronomo statunitense (Houston, n. 1918 - Sebastopol, † 2012)
- Olin Chaddock Wilson, astronomo statunitense (San Francisco, n. 1909 - † 1994)
- Robert Woodrow Wilson, astronomo e fisico statunitense (Houston, n. 1936)

## Atleti paralimpici(1)
- Stephen Wilson, ex atleta paralimpico australiano (Sydney, n. 1971)

## Attori(24)
- Richard Wilson, attore, regista teatrale e attivista scozzese (Greenock, n. 1936)
- Amir Wilson, attore britannico (Shrewsbury, n. 2004)
- Andreas Wilson, attore svedese (Stoccolma, n. 1981)
- Andrew Wilson, attore, regista e produttore cinematografico statunitense (Dallas, n. 1964)
- Dooley Wilson, attore e cantante statunitense (Tyler, n. 1886 - Los Angeles, † 1953)
- Ben F. Wilson, attore, regista e produttore cinematografico statunitense (Corning, n. 1876 - Glendale, † 1930)
- Charles C. Wilson, attore statunitense (New York, n. 1894 - Los Angeles, † 1948)
- Crawford Wilson, attore e doppiatore statunitense (Memphis, n. 1990)
- Jasper Dolphin, attore e stuntman statunitense (Los Angeles, n. 1990)
- Georges Wilson, attore e regista francese (Champigny-sur-Marne, n. 1921 - Rambouillet, † 2010)
- Demond Wilson, attore e scrittore statunitense (Valdosta, n. 1946)
- Harry Wilson, attore britannico (Londra, n. 1897 - Woodland Hills, † 1978)
- Lambert Wilson, attore, cantante e doppiatore francese (Neuilly-sur-Seine, n. 1958)
- Lewis Wilson, attore statunitense (New York, n. 1920 - San Francisco, † 2000)
- Luke Wilson, attore statunitense (Dallas, n. 1971)
- Owen Wilson, attore, sceneggiatore e cantante statunitense (Dallas, n. 1968)
- Patrick Wilson, attore, cantante e musicista statunitense (Norfolk, n. 1973)
- Rainn Wilson, attore statunitense (Woodinville, n. 1966)
- Reno Wilson, attore e doppiatore statunitense (New York, n. 1969)
- Robert Scott Wilson, attore e modello statunitense (Grafton, n. 1987)
- Scott Wilson, attore statunitense (Atlanta, n. 1942 - Los Angeles, † 2018)
- Stuart Wilson, attore britannico (Guildford, n. 1946)
- Thomas F. Wilson, attore e comico statunitense (Filadelfia, n. 1959)
- Tom Wilson, attore statunitense (Helena, n. 1880 - Los Angeles, † 1965)

## Attrici(26)
- Ajita Wilson, attrice, modella e attrice pornografica statunitense (New York, n. 1950 - Roma, † 1987)
- Bridgette Wilson, attrice e ex modella statunitense (Gold Beach, n. 1973)
- Casey Wilson, attrice, comica e sceneggiatrice statunitense (Alexandria, n. 1980)
- Chandra Wilson, attrice statunitense (Houston, n. 1969)
- Debra Wilson, attrice, comica e doppiatrice statunitense (New York, n. 1962)
- Dorothy Wilson, attrice statunitense (Minneapolis, n. 1908 - Lompoc, † 1998)
- Edna Mae Wilson, attrice statunitense (Schenectady, n. 1907 - New York, † 1960)
- Elizabeth Wilson, attrice statunitense (Grand Rapids, n. 1921 - New Haven, † 2015)
- Elsie Jane Wilson, attrice, regista e sceneggiatrice neozelandese (Sydney, n. 1890 - Los Angeles, † 1965)
- Kristen Wilson, attrice statunitense (Chelmsford, n. 1969)
- Larissa Wilson, attrice britannica (Kingswood, n. 1989)
- Lavinia Wilson, attrice e regista tedesca (Monaco di Baviera, n. 1980)
- Leanne Wilson, attrice britannica (Hitchin, n. 1980)
- Lois Wilson, attrice statunitense (Pittsburgh, n. 1894 - Reno, † 1988)
- Lulu Wilson, attrice statunitense (New York, n. 2005)
- Lydia Wilson, attrice britannica (Londra, n. 1984)
- Mara Wilson, attrice statunitense (Burbank, n. 1987)
- Margery Wilson, attrice e regista statunitense (Gracey, n. 1896 - Arcadia, † 1986)
- Marie Wilson, attrice statunitense (Anaheim, n. 1916 - Hollywood, † 1972)
- Mary Louise Wilson, attrice, cantante e commediografa statunitense (New Haven, n. 1931)
- Niamh Wilson, attrice canadese (Oakville, n. 1997)
- Peta Wilson, attrice e ex modella australiana (Sydney, n. 1970)
- Rachel Wilson, attrice canadese (Ottawa, n. 1977)
- Rita Wilson, attrice, produttrice cinematografica e cantante statunitense (Los Angeles, n. 1956)
- Ruth Wilson, attrice britannica (Ashford, n. 1982)
- Sheree J. Wilson, attrice statunitense (Rochester, n. 1958)

## Autori televisivi(1)
- Lucio Wilson, autore televisivo italiano (Milano, n. 1972)

## Aviatori(1)
- Percy Wilson, aviatore inglese (Congleton, n. 1895)

## Avvocati(1)
- John Wilson, avvocato, critico letterario e scrittore scozzese (Paisley, n. 1785 - Edimburgo, † 1854)

## Batteristi(2)
- Patrick Wilson, batterista statunitense (Buffalo, n. 1969)
- Willie Wilson, batterista britannico (Cambridge, n. 1947)

## Biblisti(1)
- Marvin R. Wilson, biblista statunitense (Stoneham, n. 1935)

## Biologi(1)
- Edward Osborne Wilson, biologo statunitense (Birmingham, n. 1929 - Burlington, † 2021)

## Bobbisti(1)
- Joe Wilson, bobbista statunitense (Lake Placid, n. 1935 - Keene, † 2019)

## Botanici(1)
- Ernest Henry Wilson, botanico inglese (Chipping Campden, n. 1876 - Worcester, † 1930)

## Calciatori(41)
- Ray Wilson, calciatore e allenatore di calcio inglese (Shirebrook, n. 1934 - Huddersfield, † 2018)
- Adam Wilson, calciatore inglese (Ashington, n. 2000)
- Alex Wilson, calciatore scozzese (Buckie, n. 1933 - Forres, † 2010)
- Andrew Wilson, calciatore e allenatore di calcio britannico (Newmains, n. 1896 - † 1973)
- Ben Wilson, calciatore inglese (Stanley, n. 1992)
- Bob Wilson, calciatore inglese (Liverpool, n. 1928 - Upton, † 2006)
- Brandon Wilson, calciatore botswano (Gaborone, n. 1997)
- Bruce Wilson, ex calciatore canadese (Vancouver, n. 1951)
- Callum Wilson, calciatore inglese (Coventry, n. 1992)
- Carl Wilson, calciatore inglese (Consett, n. 1940 - Durham, † 2019)
- Carlos Tomás Wilson, calciatore argentino (Rosario, n. 1889 - Buenos Aires, † 1952)
- Carlos Armando Wilson, calciatore argentino (Remedios de Escalada, n. 1912 - † 1996)
- Cecilio Wilson, calciatore argentino
- Claude Wilson, calciatore inglese (Banbury, n. 1858 - † 1881)
- Danny Wilson, calciatore scozzese (Livingston, n. 1991)
- Daniel Wilson, calciatore guyanese (Georgetown, n. 1993)
- David Wilson, calciatore inglese (Hebburn, n. 1908 - Glasgow, † 1992)
- Ewan Wilson, calciatore scozzese (Airdrie, n. 2004)
- George Wilson, calciatore inglese (Kirkham, n. 1892 - Blackpool, † 1961)
- Giuseppe Wilson, calciatore e dirigente sportivo italiano (Darlington, n. 1945 - Roma, † 2022)
- Harry Wilson, calciatore gallese (Wrexham, n. 1997)
- James Wilson, calciatore gallese (Chepstow, n. 1989)
- James Wilson, calciatore inglese (Biddulph, n. 1995)
- James Wilson, calciatore scozzese (Edimburgo, n. 2007)
- Jamie Wilson, calciatore anglo-verginiano (Bournemouth, n. 1996)
- Jimmy Wilson, ex calciatore scozzese (Newmains, n. 1942)
- Joseph Wilson, ex calciatore ghanese (Cape Coast, n. 1939)
- Kelvin Wilson, ex calciatore inglese (Nottingham, n. 1985)
- Lawrie Wilson, ex calciatore inglese (Collier Row, n. 1986)
- Marc Wilson, ex calciatore irlandese (Aghagallon, n. 1987)
- Mark Antony Wilson, ex calciatore inglese (Scunthorpe, n. 1979)
- Matt Wilson, calciatore nordirlandese (n. 1842 - † 1897)
- Mike Wilson, ex calciatore neozelandese (Porirua, n. 1980)
- Peter Wilson, calciatore svedese (Monrovia, n. 1996)
- Richard Wilson, ex calciatore inglese (Orphington, n. 1960)
- Robert Wilson, ex calciatore inglese (Kensington, n. 1961)
- Sammy Wilson, ex calciatore nordirlandese (Dromore, n. 1936)
- Scott Wilson, ex calciatore scozzese (Edimburgo, n. 1977)
- Tom Wilson, calciatore inglese (Seaham, n. 1896 - Barnsley, † 1948)
- Tyler Wilson, ex calciatore statunitense (Chino Hills, n. 1989)
- William Wilson, calciatore keniota (Australia, n. 2001)

## Calciatrici(1)
- Sophia Wilson, calciatrice statunitense (Windsor, n. 2000)

## Canottiere(1)
- Melanie Wilson, canottiera britannica (Southampton, n. 1984)

## Canottieri(2)
- Jack Wilson, canottiere britannico (Bristol, n. 1914 - † 1997)
- Phillip Wilson, canottiere neozelandese (Wellington, n. 1996)

## Cantanti(17)
- Amanda Wilson, cantante inglese (Londra, n. 1980)
- Ann Wilson, cantante, polistrumentista e compositrice statunitense (San Diego, n. 1950)
- Carnie Wilson, cantante e conduttrice televisiva statunitense (Los Angeles, n. 1968)
- Cassandra Wilson, cantante statunitense (Jackson, n. 1955)
- Cindy Wilson, cantante statunitense (Athens, n. 1957)
- Damian Wilson, cantante, chitarrista e tastierista britannico (Woking, n. 1969)
- Delroy Wilson, cantante giamaicano (Kingston, n. 1948 - Kingston, † 1995)
- Gretchen Wilson, cantante statunitense (Pocahontas, n. 1973)
- Jackie Wilson, cantante e ballerino statunitense (Detroit, n. 1934 - Mount Holly, † 1984)
- Jenny Wilson, cantante svedese (Mjällby församling, n. 1975)
- Jimmie Wilson, cantante statunitense (Detroit, n. 1981)
- Julie Wilson, cantante e attrice statunitense (Omaha, n. 1924 - New York, † 2015)
- Lainey Wilson, cantante statunitense (Baskin, n. 1992)
- Mary Wilson, cantante statunitense (Detroit, n. 1944 - Henderson, † 2021)
- Nancy Wilson, cantante statunitense (Chillicothe, n. 1937 - Pioneertown, † 2018)
- Ray Wilson, cantante britannico (Edimburgo, n. 1968)
- Wendy Wilson, cantante e conduttrice televisiva statunitense (Los Angeles, n. 1969)

## Cantautori(7)
- Brian Wilson, cantautore, musicista e compositore statunitense (Inglewood, n. 1942 - Los Angeles, † 2025)
- Charlie Wilson, cantautore statunitense (Tulsa, n. 1953)
- Dan Wilson, cantautore, polistrumentista e produttore discografico statunitense (St. Louis Park, n. 1961)
- Giulio Wilson, cantautore e musicista italiano (Firenze, n. 1983)
- Jonathan Wilson, cantautore e produttore discografico statunitense (Forest City, n. 1974)
- Ricky Wilson, cantautore e musicista britannico (Keighley, n. 1978)
- Steven Wilson, cantautore e musicista britannico (Hemel Hempstead, n. 1967)

## Cantautrici(1)
- Ciara, cantautrice, modella e attrice statunitense (Austin, n. 1985)

## Cestiste(5)
- A'ja Wilson, cestista statunitense (Hopkins, n. 1996)
- Aaliyah Wilson, cestista statunitense (Muskogee, n. 1998)
- Dianne Wilson, ex cestista australiana (Melbourne, n. 1951)
- Faye Wilson, ex cestista statunitense (n. 1934)
- Jean Wilson, ex cestista australiana (Melbourne, n. 1944)

## Cestisti(27)
- Bob Wilson, cestista statunitense (Clarksburg, n. 1926 - Newark, † 2014)
- Bobby Wilson, ex cestista statunitense (Indianapolis, n. 1951)
- Bobby Wilson, ex cestista statunitense (n. 1944)
- Bubba Wilson, ex cestista statunitense (Gastonia, n. 1955)
- D.J. Wilson, cestista statunitense (Mount Shasta, n. 1996)
- Jimmy Wilson, cestista statunitense (n. 1947 - † 2012)
- Othell Wilson, ex cestista statunitense (Alexandria, n. 1961)
- Rick Wilson, ex cestista statunitense (Louisville, n. 1956)
- Rob Wilson, ex cestista canadese (Toronto, n. 1968)
- Steve Wilson, ex cestista statunitense (Richmond, n. 1948)
- Byron Wilson, ex cestista statunitense (Gary, n. 1971)
- Darnell Wilson, ex cestista statunitense (Wayne, n. 1985)
- Darryl Wilson, ex cestista statunitense (Columbus, n. 1974)
- Elijah Wilson, cestista statunitense (Wilmington, n. 1994)
- George Wilson, cestista statunitense (Meridian, n. 1942 - † 2023)
- Harlan Wilson, cestista statunitense (Adams, n. 1914 - Lafayette, † 1988)
- Isaiah Wilson, ex cestista statunitense (Filadelfia, n. 1948)
- Jalen Wilson, cestista statunitense (Arlington, n. 2000)
- Jamar Wilson, ex cestista statunitense (Bronx, n. 1984)
- Jamil Wilson, cestista statunitense (Milwaukee, n. 1990)
- Jasper Wilson, ex cestista statunitense (Camden, n. 1947)
- Jeremiah Wilson, ex cestista statunitense (Chicago, n. 1988)
- Lamayn Wilson, ex cestista statunitense (Highland Home, n. 1980)
- Michael Wilson, ex cestista statunitense (Memphis, n. 1959)
- Nikita Wilson, ex cestista statunitense (Pineville, n. 1964)
- Ricky Wilson, ex cestista statunitense (Hampton, n. 1964)
- Trevor Wilson, ex cestista statunitense (Los Angeles, n. 1968)

## Chitarriste(1)
- Nancy Wilson, chitarrista, polistrumentista e compositrice statunitense (San Francisco, n. 1954)

## Chitarristi(1)
- Alan Wilson, chitarrista, cantante e armonicista statunitense (Boston, n. 1943 - Topanga, † 1970)

## Ciclisti su strada(1)
- Michael Wilson, ex ciclista su strada e pistard australiano (Adelaide, n. 1960)

## Clarinettisti(1)
- Keith L. Wilson, clarinettista, docente e direttore d'orchestra statunitense (n. 1916 - † 2013)

## Compositori(2)
- Olly Wilson, compositore, polistrumentista e musicologo statunitense (St. Louis, n. 1937 - Berkeley, † 2018)
- Sandy Wilson, compositore e paroliere britannico (Sale, n. 1924 - Taunton, † 2014)

## Critici letterari(2)
- Edmund Wilson, critico letterario, giornalista e scrittore statunitense (Red Bank, n. 1895 - Talcottville, † 1972)
- J. Dover Wilson, critico letterario e anglista britannico (Mortlake, n. 1881 - Balerno, † 1969)

## Danzatrici su ghiaccio(1)
- Tracy Wilson, ex danzatrice su ghiaccio e allenatrice di pattinaggio canadese (Lachine, n. 1961)

## Diplomatici(1)
- David Wilson, diplomatico e sinologo britannico (Alloa, n. 1935)

## Direttori d'orchestra(1)
- Dorian Wilson, direttore d'orchestra statunitense (n. 1964)

## Direttrici d'orchestra(1)
- Antonia Joy Wilson, direttrice d'orchestra statunitense (Oxford, n. 1957)

## Dirigenti sportivi(2)
- Leslie Wilson, dirigente sportivo e ex calciatore inglese (Manchester, n. 1947)
- Matthew Wilson, dirigente sportivo e ex ciclista su strada australiano (Melbourne, n. 1977)

## Disc jockey(1)
- Sid Wilson, disc jockey e rapper statunitense (Des Moines, n. 1977)

## Doppiatori(1)
- Carey Wilson, doppiatore, sceneggiatore e produttore cinematografico statunitense (Filadelfia, n. 1889 - Hollywood, † 1962)

## Drammaturghe(1)
- Erin Cressida Wilson, drammaturga, sceneggiatrice e insegnante statunitense (San Francisco, n. 1964)

## Drammaturghi(2)
- August Wilson, drammaturgo, scrittore e sceneggiatore statunitense (Pittsburgh, n. 1945 - Seattle, † 2005)
- Lanford Wilson, drammaturgo statunitense (Lebanon, n. 1937 - Wayne, † 2011)

## Economisti(1)
- Robert B. Wilson, economista statunitense (Geneva, n. 1937)

## Esploratori(2)
- Edward Adrian Wilson, esploratore, medico e naturalista britannico (Cheltenham, n. 1872 - Antartide, † 1912)
- James Wilson, esploratore britannico (n. 1760 - † 1814)

## Filologi(1)
- Nigel Guy Wilson, filologo classico, grecista e paleografo britannico (Londra, n. 1935)

## Filosofi(1)
- Peter Lamborn Wilson, filosofo, mistico e saggista statunitense (Baltimora, n. 1945 - Saugerties, † 2022)

## First lady(1)
- Edith Wilson, first lady statunitense (Wytheville, n. 1872 - Washington, † 1961)

## Fisici(3)
- Charles Thomson Rees Wilson, fisico britannico (Edimburgo, n. 1869 - Edimburgo, † 1959)
- Kenneth Geddes Wilson, fisico statunitense (Waltham, n. 1936 - Saco, † 2013)
- Robert Rathbun Wilson, fisico e scultore statunitense (Frontier, n. 1914 - Ithaca, † 2000)

## Flautisti(1)
- Ransom Wilson, flautista, direttore d'orchestra e docente statunitense (Tuscaloosa, n. 1951)

## Generali(2)
- Henry Hughes Wilson, generale britannico (County Longford, n. 1864 - Londra, † 1922)
- James H. Wilson, generale statunitense (Shawneetown, n. 1837 - Wilmington, † 1925)

## Genetisti(1)
- Edmund Beecher Wilson, genetista e zoologo statunitense (Geneva, n. 1856 - New York, † 1939)

## Geologhe(1)
- Alice Wilson, geologa, paleontologa e scienziata canadese (Cobourg, n. 1881 - † 1964)

## Geologi(1)
- John Tuzo Wilson, geologo e geofisico canadese (Ottawa, n. 1908 - Toronto, † 1993)

## Ginnasti(2)
- Nile Wilson, ex ginnasta inglese (Leeds, n. 1996)
- Ralph Wilson, ginnasta statunitense (Bangor, n. 1880 - Newark, † 1930)

## Giocatori di baseball(4)
- Brian Wilson, giocatore di baseball statunitense (Winchester, n. 1982)
- C.J. Wilson, ex giocatore di baseball statunitense (Newport Beach, n. 1980)
- Hack Wilson, giocatore di baseball statunitense (Ellwood City, n. 1900 - Baltimora, † 1948)
- Nigel Wilson, ex giocatore di baseball canadese (Oshawa, n. 1970)

## Giocatori di football americano(47)
- George Wilson, giocatore di football americano, allenatore di football americano e cestista statunitense (Chicago, n. 1914 - Detroit, † 1978)
- Albert Wilson, giocatore di football americano statunitense (Fort Pierce, n. 1992)
- Al Wilson, ex giocatore di football americano statunitense (Jackson, n. 1977)
- Wade Wilson, giocatore di football americano statunitense (Greenville, n. 1959 - Coppell, † 2019)
- C.J. Wilson, giocatore di football americano statunitense (Belhaven, n. 1987)
- Curtis Wilson, ex giocatore di football americano statunitense (n. 1965)
- Dave Wilson, ex giocatore di football americano statunitense (Anaheim, n. 1959)
- Donovan Wilson, giocatore di football americano statunitense (Shreveport, n. 1995)
- Eddie Wilson, giocatore di football americano statunitense (Redding, n. 1940)
- Emanuel Wilson, giocatore di football americano statunitense (Charlotte, n. 1999)
- Eric Wilson, giocatore di football americano statunitense (Cleveland, n. 1994)
- Garrett Wilson, giocatore di football americano statunitense (Columbus, n. 2000)
- Gibril Wilson, ex giocatore di football americano sierraleonese (Freetown, n. 1981)
- Isaiah Wilson, giocatore di football americano statunitense (New York, n. 1999)
- Reinard Wilson, ex giocatore di football americano statunitense (Gainesville, n. 1973)
- Jared Wilson, giocatore di football americano statunitense (n. 2003)
- Jeff Wilson, giocatore di football americano statunitense (Elkhart, n. 1995)
- Jerrel Wilson, giocatore di football americano statunitense (New Orleans, n. 1941 - Bronson, † 2005)
- Jimmy Wilson, giocatore di football americano statunitense (San Diego, n. 1986)
- Johnny Wilson, giocatore di football americano statunitense (Los Angeles, n. 2001)
- Josh Wilson, giocatore di football americano statunitense (Houston, n. 1985)
- Karl Wilson, giocatore di football americano statunitense (Amite City, n. 1964)
- Kris Wilson, giocatore di football americano statunitense (Harrisburg, n. 1981)
- Kyle Wilson, giocatore di football americano statunitense (Piscataway, n. 1987)
- Larry Wilson, giocatore di football americano statunitense (Rigby, n. 1938 - Scottsdale, † 2020)
- Logan Wilson, giocatore di football americano statunitense (n. 1996)
- Luke Willson, giocatore di football americano canadese (LaSalle, n. 1990)
- Mack Wilson, giocatore di football americano statunitense (Montgomery, n. 1998)
- Marc Wilson, ex giocatore di football americano statunitense (Bremerton, n. 1957)
- Marco Wilson, giocatore di football americano statunitense (Fort Lauderdale, n. 1999)
- Mark Wilson, ex giocatore di football americano statunitense (San Jose, n. 1980)
- Marquess Wilson, giocatore di football americano statunitense (Tulare, n. 1992)
- Martez Wilson, giocatore di football americano statunitense (Chicago, n. 1988)
- Mike Wilson, ex giocatore di football americano statunitense (Los Angeles, n. 1958)
- Michael Wilson, giocatore di football americano statunitense (Simi Valley, n. 2000)
- Otis Wilson, ex giocatore di football americano statunitense (Brooklyn, n. 1957)
- Payton Wilson, giocatore di football americano statunitense (Hillsborough, n. 2000)
- Quincy Wilson, giocatore di football americano statunitense (Fort Lauderdale, n. 1996)
- Raheem Wilson, giocatore di football americano statunitense (DeSoto, n. 1993)
- Ramik Wilson, giocatore di football americano statunitense (Tampa, n. 1992)
- Bobby Wilson, giocatore di football americano statunitense (Chicago, n. 1968 - Lansing, † 2023)
- Roman Wilson, giocatore di football americano statunitense (Kihei, n. 2001)
- Roman Wilson, ex giocatore di football americano statunitense (Broken Arrow, n. 1991)
- Russell Wilson, giocatore di football americano statunitense (Cincinnati, n. 1988)
- Tavon Wilson, giocatore di football americano statunitense (Washington, n. 1990)
- Tyree Wilson, giocatore di football americano statunitense (Henderson, n. 2000)
- Zach Wilson, giocatore di football americano statunitense (Draper, n. 1999)

## Giocatori di snooker(2)
- Gary Wilson, giocatore di snooker inglese (Wallsend, n. 1985)
- Kyren Wilson, giocatore di snooker inglese (Kettering, n. 1991)

## Giornaliste(1)
- Sarah Wilson, giornalista e scrittrice inglese (Blenheim Palace, n. 1865 - Londra, † 1929)

## Giornalisti(3)
- Earl Wilson, giornalista e scrittore statunitense (Rockford, n. 1907 - Yonkers, † 1987)
- Tony Wilson, giornalista, conduttore radiofonico e conduttore televisivo britannico (Salford, n. 1950 - Manchester, † 2007)
- William Wilson, giornalista e allenatore di pallanuoto britannico (Londra, n. 1844 - Glasgow, † 1912)

## Giuristi(1)
- James Wilson, giurista e politico statunitense (Ceres, n. 1742 - Edenton, † 1798)

## Greciste(1)
- Emily Wilson, grecista e latinista britannica (Oxford, n. 1971)

## Hockeisti su ghiaccio(1)
- Landon Wilson, ex hockeista su ghiaccio statunitense (Brockton, n. 1975)

## Illustratori(1)
- Colin Wilson, illustratore e fumettista neozelandese (Auckland, n. 1949)

## Imprenditori(3)
- Andrew Wilson, imprenditore australiano (Geelong, n. 1974)
- Murry Wilson, imprenditore e compositore statunitense (Hutchinson, n. 1917 - Whittier, † 1973)
- William Wilson, imprenditore statunitense (n. 1921 - † 2015)

## Informatiche(1)
- Sophie Wilson, informatica inglese (Leeds, n. 1957)

## Ingegneri(1)
- Walter Gordon Wilson, ingegnere irlandese (Blackrock, n. 1874 - Coventry, † 1957)

## Kickboxer(1)
- Don Wilson, ex kickboxer e attore statunitense (Cocoa Beach, n. 1954)

## Letterati(1)
- Thomas Wilson, letterato britannico (Lincolnshire, n. 1523 - Londra, † 1581)

## Lottatori(1)
- Shelby Wilson, ex lottatore statunitense (Ponca City, n. 1937)

## Matematici(2)
- John Wilson, matematico inglese (Applethwaite, n. 1741 - Kendal, † 1793)
- Robin James Wilson, matematico britannico (Londra, n. 1943)

## Mezzofondiste(1)
- Ajeé Wilson, mezzofondista statunitense (Neptune, n. 1994)

## Mezzofondisti(2)
- Harold Wilson, mezzofondista britannico (Horncastle, n. 1885 - Durban, † 1932)
- James Wilson, mezzofondista britannico (Windsor, n. 1891 - Brent, † 1973)

## Militari(1)
- Maurice Wilson, militare e aviatore britannico (Bradford, n. 1898 - Everest, † 1934)

## Modelle(3)
- Macel Leilani Wilson, modella statunitense (Honolulu, n. 1943)
- Tanya Wilson, modella statunitense (Honolulu, n. 1950)
- Torrie Wilson, modella e ex wrestler statunitense (Boise, n. 1975)

## Musicisti(3)
- Carl Wilson, musicista statunitense (Hawthorne, n. 1946 - Los Angeles, † 1998)
- Chris Wilson, musicista e cantante australiano (Melbourne, n. 1956 - Melbourne, † 2019)
- Dennis Wilson, musicista, cantante e attore statunitense (Inglewood, n. 1944 - Marina del Rey, † 1983)

## Neurologi(1)
- Samuel Alexander Kinnier Wilson, neurologo britannico (Cedarville, n. 1878 - Londra, † 1937)

## Nuotatori(3)
- Andrew Wilson, ex nuotatore statunitense (n. 1993)
- David Wilson, ex nuotatore statunitense (Torrance, n. 1960)
- Matthew Wilson, nuotatore australiano (n. 1998)

## Nuotatrici(3)
- Hillary Wilson, ex nuotatrice rhodesiana (Pretoria, n. 1945)
- Madison Wilson, nuotatrice australiana (Roma, n. 1994)
- Marilyn Wilson, ex nuotatrice australiana (n. 1943)

## Orientalisti(1)
- Horace Hayman Wilson, orientalista e numismatico inglese (Londra, n. 1786 - Londra, † 1860)

## Ornitologi(2)
- Alexander Wilson, ornitologo statunitense (Paisley, n. 1766 - Filadelfia, † 1813)
- Scott Barchard Wilson, ornitologo, esploratore e naturalista britannico (n. 1865 - † 1923)

## Ostacolisti(1)
- Ryan Wilson, ostacolista statunitense (Columbus, n. 1980)

## Pallanuotisti(1)
- Craig Wilson, ex pallanuotista statunitense (Beeville, n. 1957)

## Pallavoliste(2)
- Arielle Wilson, ex pallavolista e allenatrice di pallavolo statunitense (Chicago, n. 1989)
- Erica Wilson, pallavolista statunitense (Akron, n. 1991)

## Pallavolisti(1)
- Jack Wilson, pallavolista statunitense (n. 1993)

## Pastori protestanti(1)
- Ted Wilson, pastore protestante statunitense (Takoma Park, n. 1950)

## Pattinatori artistici su ghiaccio(2)
- David Wilson, ex pattinatore artistico su ghiaccio e coreografo canadese (n. 1966)
- Montgomery Wilson, pattinatore artistico su ghiaccio canadese (Toronto, n. 1909 - † 1964)

## Pianisti(1)
- Teddy Wilson, pianista statunitense (Austin, n. 1912 - New Britain, † 1986)

## Piloti automobilistici(2)
- Justin Wilson, pilota automobilistico britannico (Sheffield, n. 1978 - Allentown, † 2015)
- Vic Wilson, pilota automobilistico britannico (Drypool, n. 1931 - Gerrards Cross, † 2001)

## Piloti di rally(1)
- Malcolm Wilson, ex pilota di rally e dirigente sportivo britannico (Cockermouth, n. 1956)

## Pittori(2)
- Benjamin Wilson, pittore e scienziato inglese (n. 1721 - † 1788)
- Richard Wilson, pittore gallese (Montgomeryshire, n. 1714 - Denbighshire, † 1782)

## Poetesse(1)
- Mary Wilson, baronessa Wilson di Rievaulx, poetessa inglese (Diss, n. 1916 - Londra, † 2018)

## Politiche(2)
- Frederica Wilson, politica statunitense (Miami, n. 1942)
- Heather Wilson, politica e militare statunitense (Keene, n. 1960)

## Politici(7)
- Benjamin Davis Wilson, politico statunitense (Ccontea di Wilson, n. 1811 - San Gabriel, † 1878)
- Charlie Wilson, politico e militare statunitense (Trinity, n. 1933 - Lufkin, † 2010)
- Henry Wilson, politico statunitense (Farmington, n. 1812 - Washington, † 1875)
- Harold Wilson, politico britannico (Huddersfield, n. 1916 - Londra, † 1995)
- Pete Wilson, politico statunitense (Lake Forest, n. 1933)
- Thomas Woodrow Wilson, politico statunitense (Staunton, n. 1856 - Washington, † 1924)
- William Lyne Wilson, politico e avvocato statunitense (Charles Town, n. 1843 - Lexington, † 1903)

## Politologi(1)
- James Q. Wilson, politologo statunitense (Denver, n. 1931 - Boston, † 2012)

## Produttori cinematografici(2)
- Colin Wilson, produttore cinematografico statunitense (Atlanta, n. 1961)
- Michael G. Wilson, produttore cinematografico e sceneggiatore statunitense (New York, n. 1942)

## Produttori discografici(2)
- No I.D., produttore discografico e rapper statunitense (Chicago, n. 1971)
- Thom Wilson, produttore discografico statunitense († 2015)

## Pubblicitari(1)
- John J. B. Wilson, pubblicitario statunitense (Chicago, n. 1954)

## Pugili(1)
- Jack Wilson, pugile statunitense (Spencer, n. 1918 - Cleveland, † 1956)

## Rapper(3)
- Kool G Rap, rapper statunitense (New York, n. 1968)
- Angel Haze, rapper statunitense (Detroit, n. 1991)
- Fresh I.E., rapper canadese (Winnipeg, n. 1973)

## Registi(5)
- Frank Wilson, regista cinematografico, attore e cantante britannico (Norfolk, n. 1873 - † 1952)
- Gregory Wilson, regista, attore e sceneggiatore statunitense
- Jim Wilson, regista statunitense (Squaw Valley, n. 1954)
- John Wilson, regista, sceneggiatore e produttore cinematografico statunitense (New York, n. 1986)
- Richard Wilson, regista cinematografico, attore e sceneggiatore statunitense (McKeesport, n. 1915 - Santa Monica, † 1991)

## Registi teatrali(1)
- Robert Wilson, regista teatrale, drammaturgo e coreografo statunitense (Waco, n. 1941 - Water Mill, † 2025)

## Rugbisti a 15(7)
- David Wilson, ex rugbista a 15 australiano (Brisbane, n. 1967)
- David Wilson, ex rugbista a 15 britannico (South Shields, n. 1985)
- Jeff Wilson, ex rugbista a 15, crickettista e allenatore di rugby a 15 neozelandese (Invercargill, n. 1973)
- Mark Wilson, rugbista a 15 britannico (Kendal, n. 1989)
- Roger Wilson, rugbista a 15 britannico (Belfast, n. 1981)
- Ryan Wilson, rugbista a 15 britannico (Aldershot, n. 1989)
- Stu Wilson, rugbista a 15 neozelandese (Gore, n. 1954 - † 2025)

## Sacerdotesse(1)
- Monique Wilson, sacerdotessa britannica (Haiphong, n. 1928 - Spagna, † 1982)

## Saggisti(1)
- Ian Wilson, saggista britannico (Londra, n. 1941)

## Sceneggiatori(4)
- Hugh Wilson, sceneggiatore e regista statunitense (Miami, n. 1943 - Charlottesville, † 2018)
- Larry Wilson, sceneggiatore e produttore cinematografico statunitense (Los Angeles, n. 1948)
- Michael Wilson, sceneggiatore statunitense (McAlester, n. 1914 - Los Angeles, † 1978)
- Steven Seth Wilson, sceneggiatore e regista statunitense (n. 1948)

## Sciatori alpini(2)
- Eric Wilson, ex sciatore alpino statunitense (n. 1957)
- Mattias Wilson, sciatore alpino statunitense (n. 2006)

## Sciatori freestyle(1)
- Bradley Wilson, sciatore freestyle statunitense (Butte, n. 1992)

## Scrittori(11)
- Angus Wilson, scrittore britannico (Bexhill-on-Sea, n. 1913 - Bury St Edmunds, † 1991)
- Colin Wilson, scrittore britannico (Leicester, n. 1931 - Cornovaglia, † 2013)
- Daniel H. Wilson, scrittore statunitense (Tulsa, n. 1978)
- David Niall Wilson, scrittore statunitense (Contea di Clay, n. 1959)
- F. Paul Wilson, scrittore statunitense (Jersey City, n. 1946)
- Kevin Wilson, scrittore statunitense (Sewanee, n. 1978)
- N. D. Wilson, scrittore statunitense (Moscow, n. 1978)
- Robert McLiam Wilson, scrittore britannico (Belfast, n. 1964)
- Robert Anton Wilson, scrittore e saggista statunitense (New York, n. 1932 - Capitola, † 2007)
- Robert Wilson, scrittore britannico (Stanford, n. 1957)
- Sloan Wilson, scrittore statunitense (Norwalk, n. 1920 - Colonial Beach, † 2003)

## Scrittori di fantascienza(1)
- Robert Charles Wilson, autore di fantascienza canadese (Whittier, n. 1953)

## Scrittrici(4)
- Augusta Evans Wilson, scrittrice statunitense (Columbus, n. 1835 - Mobile, † 1909)
- Budge Wilson, scrittrice canadese (Halifax, n. 1927 - Halifax, † 2021)
- Harriet E. Wilson, scrittrice statunitense (Milford, n. 1825 - Quincy, † 1900)
- Jacqueline Wilson, scrittrice britannica (Bath, n. 1945)

## Tenniste(1)
- Margaret Wilson, tennista australiana

## Tennisti(1)
- Bobby Wilson, tennista britannico (Hendon, n. 1935 - Hendon, † 2020)

## Tiratori a volo(1)
- Peter Wilson, tiratore a volo britannico (Dorchester, n. 1986)

## Triplisti(1)
- David Wilson, ex triplista e ex giocatore di football americano statunitense (Danville, n. 1991)

## Trombettisti(1)
- Gerald Wilson, trombettista statunitense (Shelby, n. 1918 - Los Angeles, † 2014)

## Veliste(1)
- Pippa Wilson, velista britannica (Southampton, n. 1986)

## Velociste(2)
- Britton Wilson, velocista e ostacolista statunitense (Richmond, n. 2000)
- Linetta Wilson, ex velocista statunitense (Pasadena, n. 1967)

## Velocisti(3)
- Alex Wilson, velocista giamaicano (Kingston, n. 1990)
- Alex Wilson, velocista e mezzofondista canadese (Montréal, n. 1907 - Mission, † 1994)
- Quincy Wilson, velocista statunitense (Chesapeake, n. 2008)

## Wrestler(4)
- Nick Gage, wrestler statunitense (n. 1980)
- Tyson Kidd, ex wrestler canadese (Calgary, n. 1980)
- Kongo Kong, wrestler statunitense (Fort Wayne, n. 1979)
- The Renegade, wrestler statunitense (Marietta, n. 1965 - Atlanta, † 1999)

## Zoologi(1)
- Don E. Wilson, zoologo statunitense (Davis, n. 1944)

## Senza attività specificata(6)
- Ann Wilson, ex pentatleta britannica (Rochford, n. 1949)
- Bryon Wilson, ex sciatore freestyle statunitense (Butte, n. 1988)
- Grant Wilson, statunitense (Rhode Island, n. 1974)
- John Skinner Wilson, scozzese (n. 1888 - † 1969)
- Margaret Woodrow Wilson, statunitense (Gainesville, n. 1886 - Puducherry, † 1944)
- Stuart Wilson, tecnico del suono britannico (Scozia)